# Elsa Moeschlin-Hammar

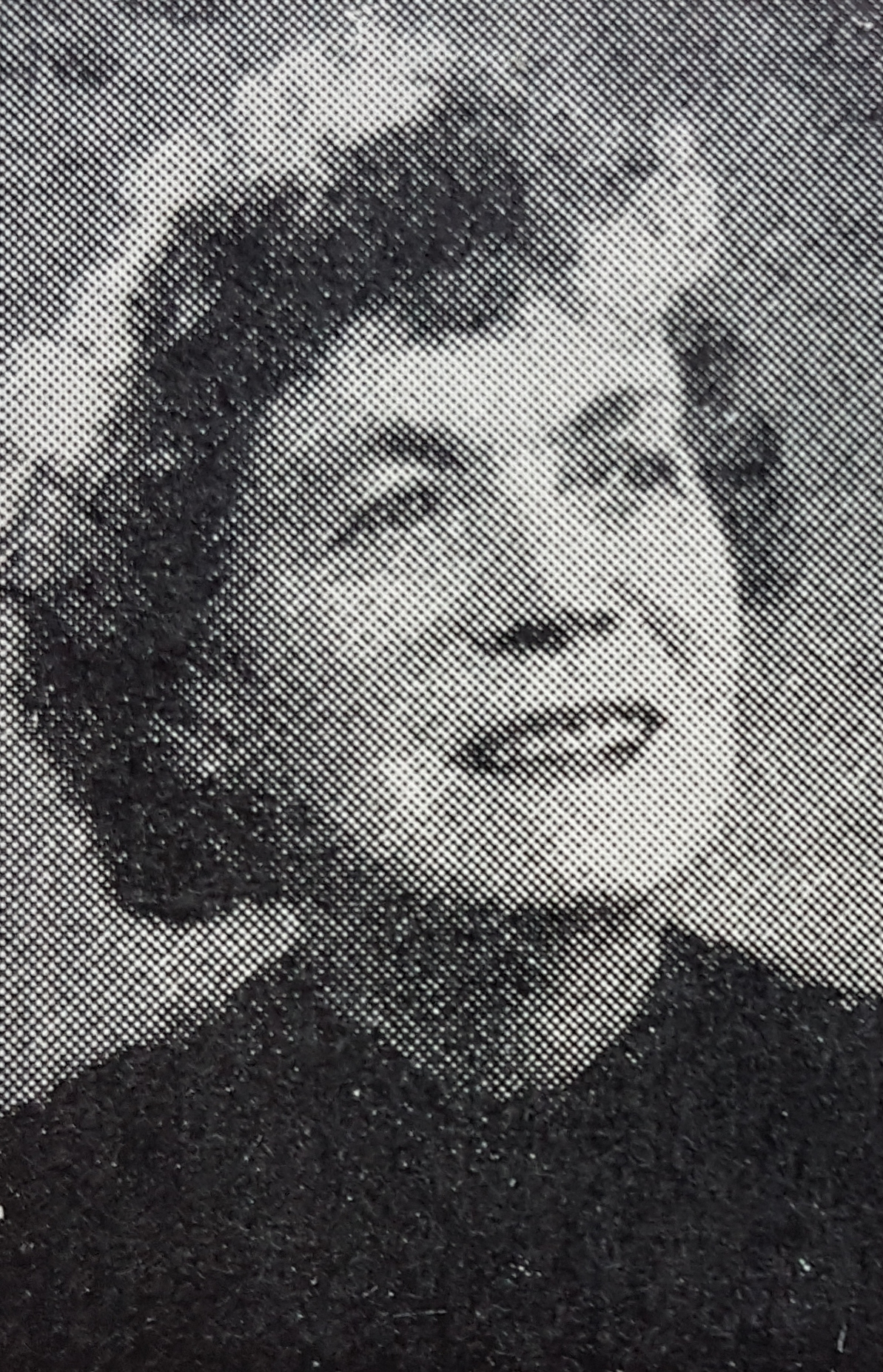
Porträt von Elsa Moeschlin-Hammar

Elsa Sofia Moeschlin-Hammar (* 9. Januar 1879 in Stockholm; † 16. August 1950 in Brissago, heimatberechtigt in Basel und Witterswil) war eine schwedisch-schweizerische Malerin, Grafikerin, Illustratorin und Autorin.

## Leben und Werk
Elsa Hammar war eine Tochter des Oberingenieurs Otto Reinhold Hammar und der Erika Charlotta, geborene Öhmann. Sie wuchs in Östermalm auf und verbrachte die Sommermonate in den Stockholmer Schären, wo sie zu zeichnen begann.
Hammar studierte an der Hochschule für Kunst, Handwerk und Design Konstfack in Stockholm. Dann arbeitete sie während mehrerer Jahre als Illustratorin in einer Werbeagentur. Von 1904 bis 1906 bildete sie sich an der Académie Colarossi bei Christian Krohg weiter. Es folgten Studienreisen nach Italien, in die Niederlande und nach Frankreich. In dieser Zeit entstanden avantgardistische Tuschzeichnungen. 1907 zog sie nach Leksand und baute ein gemietetes Zimmer zum Atelier um. In ihrem 1937 erschienenen autobiografischen Roman Hjärtat och palette hielt sie diese relativ kurze, jedoch wichtige Lebensphase fest.
In Berlin lernte sie 1909 ihren Mann, den Schriftsteller und Politiker Felix Moeschlin kennen, der wenig später zu ihr nach Leksand zog und sie heiratete. 1914 zog das Paar mit ihren zwei Söhnen Walter Johannes Moeschlin und Sven Moeschlin nach Brissago.

## Werk, Ausstellungen

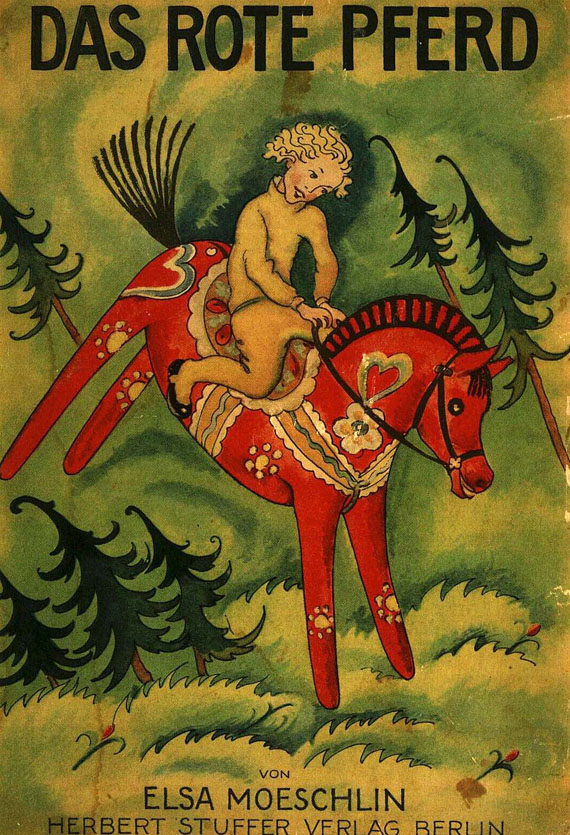
Elsa Moeschlin-Hammar: Das rote Pferd. Ein Kinderbuch. Herbert Stuffer Verlag Berlin 1927. 20 S.

Ihr malerisches Werk umfasst vor allem Porträts und Landschaften. Zudem schuf sie in den 1920er-Jahren Wandbilder in Kapellen, Schulen sowie für den Kreißsaal des Spitals in Männedorf. 1939 entstand ein monumentales Wandbild für den Schriftstellerpavillon an der Schweizerischen Landesausstellung in Zürich.
Eine große Verbreitung erfuhren auch ihre illustrierten Kinderbücher, unter anderem auch in Deutschland: Das rote Pferd, für das sie in Schweden keinen Verleger gefunden hatte, erschien 1927 in Berlin bei Herbert Stuffer und wurde einer der ersten großen Erfolge des damals noch jungen Verlags.
Während ihrer aktiven Zeit als Künstlerin stellte Moeschlin-Hammar mehrfach an verschiedenen Orten aus. So 1912, 1925 und 1929 in Stockholm sowie mehrmals an Gruppenausstellungen u. a. mit dem Verband Schwedischer Künstler in Leksand, Stockholm, Malmö, Lund und Helsingborg. In der Schweiz war sie Mitglied der Gesellschaft Schweizer Malerinnen, Bildhauerinnen und Kunstgewerblerinnen (GSMBK) und zeigte ihre Werke in Gruppenausstellungen u. a. in Luzern und Zürich.

## Werke (Auswahl)
- 1911: Blom-Kari (illustriertes Kinderbuch)
- 1921: Vad jag vill bli
- 1924: Kalle Rasks Äpplen (illustriertes Kinderbuch)
- 1927: Das rote Pferd (illustriertes Kinderbuch) Herbert Stuffer Verlag, Berlin
- 1929: The Red Horse
- 1932: Vrenelis Skizzenbuch
- 1929: The Red Horse
- 1937: Hjärtat och palette